# 富明阿 (吉林将军)
富明阿（穆麟德轉寫：Fumingga，？—1882年），原名袁世福，字治安，富明阿為其滿化名，漢軍正白旗人，清朝將領。历官至宁古塔副都统，正红旗汉军都统，江宁、吉林将军。
他是明末知名人物袁崇煥的六世孫（袁崇煥→袁文弼→袁爾漢→袁貴→袁常在→袁趕→袁世福），據民初張江裁所著《袁督師遺事匯輯》，富明阿乃袁趕之子，其上還有二兄—袁世有和袁世寬。其子寿山曾在光绪年间率部反擊入侵東三省的俄軍。

## 生平
早年，富明阿以马甲的身份出征喀什噶尔，授骁骑校，再升任参领。咸丰三年（1853年），率宁古塔八旗兵入關与江、淮一带的太平军作戰，由钦差大臣琦善統領，帮办和春军务，因功赐号“车齐博巴图鲁”。
同治年間，先帮办后主持扬州军务，遣军会攻江宁，封骑都尉世职；回到東三省後，督师攻东北“马贼”。隨後辞官家居，光绪八年（1882年）卒。谥「威勤」。

## 家庭
- 子
  - 寿山
  - 永山，三等侍卫，甲午战争殉难于辽宁凤凰城（凤城市），谥壮敏。